# Красний Кут (Приморський край)
Красний Кут  — село в Спаському районі Приморського краю. Адміністративний центр Краснокутського сільського поселення.

## Географія
Село Красний Кут — супутник міста Спаськ-Дальній, розташоване на південний схід від автотраси «Уссурі», південніше перехрестя, в'їзду в місто з півдня. Відстань до міста близько 7 км.
На південний схід від села Красний Кут йде дорога до сіл Вишнівка та Євсєєвка.
Село Красний Кут стоїть на правому березі річки Кулішівка.
Північніше автодороги Красний Кут — Вишнівка — Євсєєвка від автотраси «Уссурі» йде автодорога Дубовське — Калинівка.

## Економіка
- Сільськогосподарські підприємства Спаського району.